# Susiec (stacja kolejowa)
Susiec – stacja kolejowa w Suścu (osada Skwarki), w gminie Susiec, w powiecie tomaszowskim, w województwie lubelskim, w Polsce.

## Ruch pasażerski
| Rok  | Wymiana pasażerska na dobę |
| ---- | -------------------------- |
| 2017 | 10–19                      |
| 2022 | 0–9                        |

Do momentu likwidacji we wrześniu 2009 zatrzymywały się tu pociągi dalekobieżne relacji Zamość – Wrocław Główny (całoroczny) i Warszawa Zachodnia – Bełżec (sezonowy) spółki PKP Intercity. Po przerwie pociągi pasażerskie powróciły do Suśca w 2011, kiedy spółka Przewozy Regionalne uruchomiła sezonowe (weekend majowy oraz wakacje), połączenia w relacji z Lublina i Zamościa do Bełżca. Od 2012 ich trasa uległa wydłużeniu, wprowadzono bowiem także kursy w relacji z Lublina i Zamościa do Jarosławia. Połączenia te są realizowane autobusami szynowymi.
Od stycznia 2024 uruchomiono całoroczne pociągi Regio relacji Zamość Wschód – Bełżec w ilości czterech par na dobę. Wybrane kursy wydłużone są do Hrebennego.
W pobliżu stacji znajduje się nieczynny ośrodek wypoczynkowy w przeszłości należący do PKP.